# キエフ1月蜂起
キエフ1月蜂起(ウクライナ語:Січневе повстання в Києвіスィチュネーヴェ・ポウスターンニャ・ウクィーイェヴィまたはКиївське січневе повстанняクィーイィウスィケ・スィチュネーヴェ・ポウスターンニャ；ロシア語:Киевское январское восстаниеキーイェフスカイェ・ヤンヴァールスカイェ・ヴァスターニイェ)は、1918年1月29日にキエフ（現：キーウ）で行われた武装蜂起または暴動である。ロシアのボリシェヴィキによって煽動された兵器工場の従業員らが起こした。1月武装蜂起(Січневе збройне повстання)、1月暴動(Січневий заголот)とも呼ばれる。

## 概要

### 経過

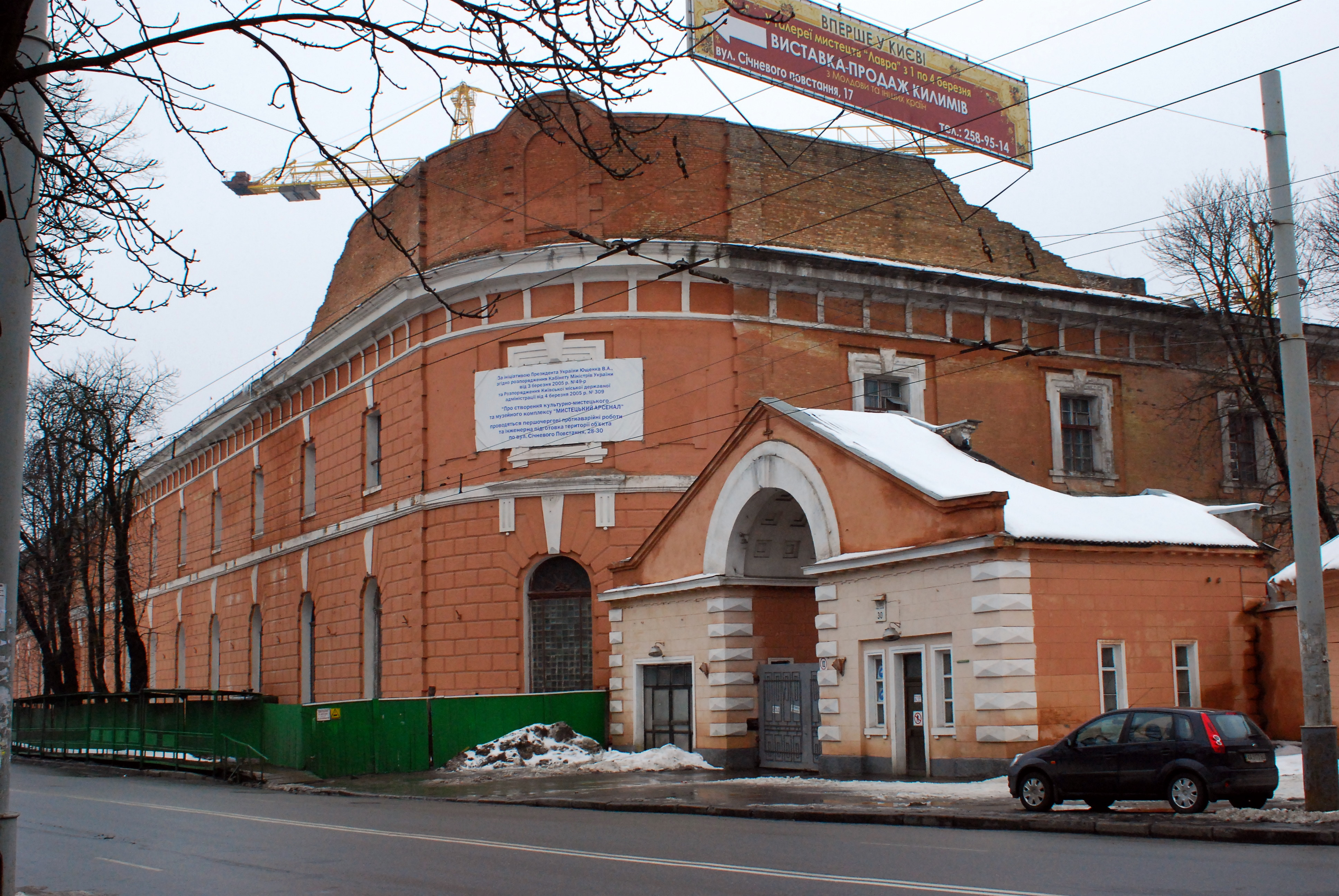
アルセナール工場（2007年）

1917年12月17日に開戦されたウクライナ・ソヴィエト戦争において、ボリシェヴィキはウクライナ人の農民や労働者の煽動や懐柔を行いながら破竹の勢いでウクライナを進軍した。ミハイール・ムラヴィヨーフの指揮下のキエフ攻略部隊は、1月にはウクライナ人民共和国の首都キエフにまで達した。赤軍はキエフ郊外で行われたクルートィの戦いでウクライナ人民共和国軍に対し決定的な勝利をおさめた。対するウクライナ中央ラーダ政府も必死の抵抗試み、市内では激しい市街戦が行われた。
これに対し、赤軍はかねてより市内に潜ませてあった工作員を用い、アルセナール工場の従業員を煽動して武装蜂起を起こさせることに成功した。蜂起はキエフ中心地の同工場所在地で行われ、武装労働者らは工場に立てこもり、鎮圧に駆けつけた中央ラーダ部隊と激しい戦闘を行った。蜂起に参加した労働者は、ウクライナ人以外の外国人労働者が多かった。折りしも市街に突入したユーリイ・ムィハーイロヴィチ・コツュブィーンシクィイ指揮下の赤軍はこれを支援し、戦闘は市中心部全域に広まった。
最終的に、一連の戦闘には赤軍が勝利を収めた。中央ラーダはジトーミルに疎開した。キエフではソヴィエト権力の樹立が宣言され、町は赤軍の支配下に入った。ムラヴィヨーフは街頭や住宅でウクライナ人を虐殺するなど一般住民の虐待を行い、また市街を破壊して回った。占領軍として振舞う赤軍は一般ウクライナ人の感情を著しく害することとなった。赤軍には多くのウクライナ人も参加していたものの、その中心的構成員は多くがロシア人やユダヤ人であったので、のちにユダヤ人に対するポグロムという形で報復がなされることとなった。

### 賞賛と批判

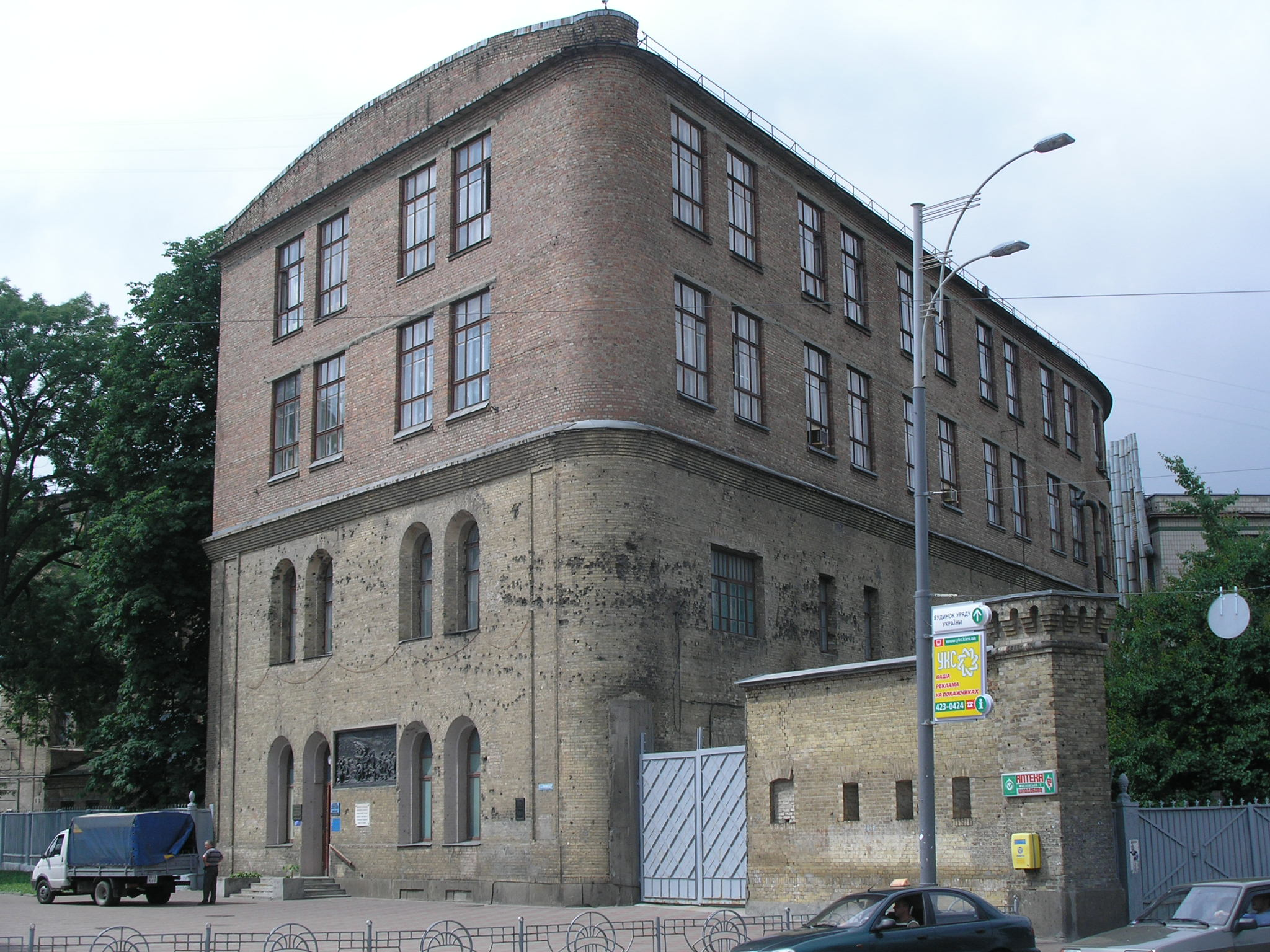
アルセナール工場（2007年）。1階入り口付近に1月蜂起を記念するレリーフが飾られている。

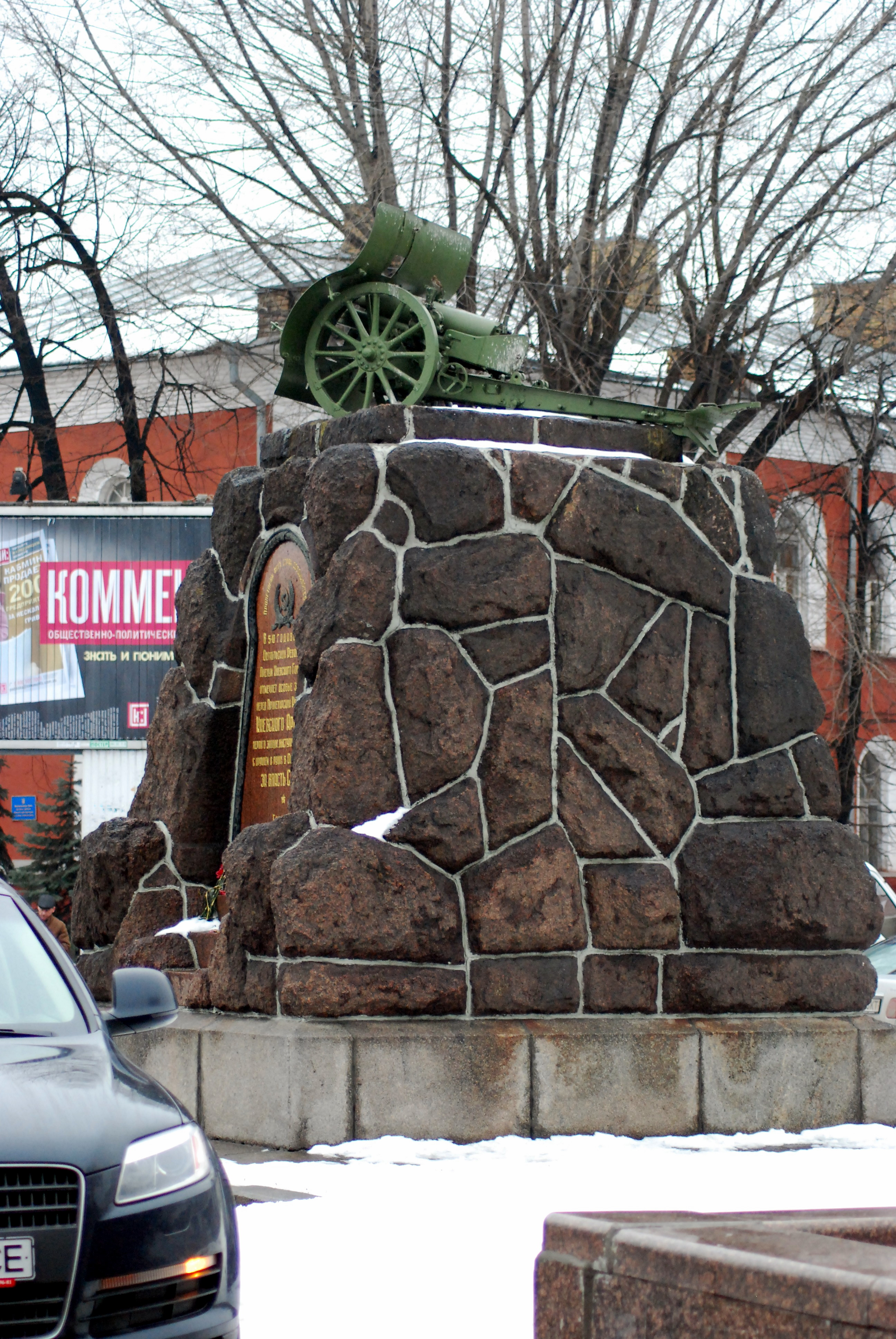
1月蜂起広場にある蜂起の記念碑

ソ連では、ウクライナにおける革命の中のひとつの大きな出来事としてこの事件を記念した。1月蜂起は、しばしば反革命的ブルジョワ主義者や民族主義者に対する労働者階級による正統的な革命的反乱として語られた。
アルセナール工場に立て籠もった労働者を守った当時の壁は、市議会によってキエフ地下鉄のアルセナーリナ駅正面から南に伸びる「モスクワ通り」(Московська вулиця)に移設され、保存された。場所は地下鉄駅のすぐ近くで、駅前広場にはこれに加えて1月蜂起を記念する碑も建てられている。なお、この駅名もこの蜂起を記念したものである。以前は駅内ホールに1月蜂起を記念するレリーフが飾られていたが、1990年に撤去された。
アルセナーリナ駅前を通ってキエフ・ペチェールシク大修道院（ペチェールシカ・ラーヴラ）まで南東に伸びる通りは2007年まで「1月蜂起通り」(Січневого Повстання Вулиця)と呼ばれていたが、ペチェールシク大修道院の修復に貢献したイヴァン・マゼーパを記念した「イヴァン・マゼーパ通り」に改名されている。なお、この通りを北西方面に直進すると駅前広場で通りの名前が変わるが、その名称はウクライナ人民共和国の大統領ムィハーイロ・フルシェーウシクィイにちなんで「ムィハーイロ・フルシェーウシクィイ通り」(Грушевського Михайла вулиця)となっている。1922年から1944年までは、現在の「モスクワ通り」が「1月蜂起通り」と呼ばれていた。駅前広場は、1991年にそれまでの「革命広場」から「1月蜂起広場」(Арсенальна площа)に改称された。
また、1929年には、オレクサンドル・ドウジェーンコ監督によるロシア革命を記念する映画シリーズ中の一作として『アルセナール』がキエフ製作された。
一方、ウクライナ民族主義的観点からは、1月蜂起はウクライナに対する裏切り行為として批判的に見られている。ソ連時代にはそのような考えが公に語られることはなかったが、ソビエト連邦の崩壊に前後するウクライナ民族主義者の発言力の増大後は、公然と批判することもできるようになった。強い民族主義視点からではなくても、武装蜂起という暴力的手段は一般に現代では好まれておらず、認められるとしても革命という特殊事情の下でのみであるというのが大方のところである。